# The Tears of a Clown
"The Tears of a Clown" is een hitsingle van de Amerikaanse soulgroep Smokey Robinson & The Miracles. Het nummer werd oorspronkelijk in 1967 uitgebracht op het album "Make It Happen", waar de singles "The Love I Saw in You Was Just a Mirage" en "More Love" van afkomstig waren. 

## Achtergrond
In 1969 gaf Smokey Robinson, de leadzanger van de groep, echter aan dat hij het rustiger aan wilde gaan doen, niet meer wilde toeren met de groep om zo meer tijd te hebben voor zijn gezin. Eerder was zijn vrouw, Claudette Robinson, al gestopt met toeren om zo voor haar kinderen te kunnen zorgen. Het opbreken van de groep was dus aanstaande. In het Verenigd Koninkrijk, waar Smokey Robinson & The Miracles erg populair waren, was de schreeuw om een nieuwe single echter groot. Doordat de groep niks had om uit te brengen, besloot Motown, de platenmaatschappij waar Smokey Robinson & The Miracles een contract hadden, het nummer "The Tears Of A Clown" in 1970 alsnog op single uit te brengen, drie jaar nadat het nummer opgenomen werd. De single werd een gigantisch succes. Het werd pas de vierde Motownsingle die de #1 positie in het Verenigd Koninkrijk te bereiken. Daardoor werd besloten ook het nummer in het vaderland de Verenigde Staten uit te brengen. Ook daar werd het nummer een immens succes. Ondanks dat Smokey Robinson & The Miracles al een decennium hoorden tot de belangrijkste acts van Motown, hadden ze nog nooit een #1 hit op de poplijst gehad. Iets wat artiesten als bijvoorbeeld The Temptations, The Marvelettes en Mary Wells wel was gelukt. Met "The Tears Of A Clown" kwam hier echter verandering in. Twee maanden na de release werd het nummer in de VS zowel #1 op de poplijst als op de R&B-lijst. Ook in Canada, Ierland, België en Nederland wist het nummer de top 10 van de hitparade te bereiken. In Australië bleef het nummer qua succes wat achter, met een #30 positie.

### Totstandkoming
Volgens velen was de instrumentale track van "The Tears of a Clown" een kerstcadeau van Stevie Wonder aan leadzanger van The Miracles, Smokey Robinson. Dit verhaal klopt echter niet. Wonder had het nummer meegenomen naar het kerstfeest van Motown. Hij had samen met Hank Cosby, die ook het nummer produceerde, het instrumentale basis van het nummer geschreven, maar wist niet wat voor tekst hij erbij moest bedenken. Daarom vroeg hij toen aan Robinson of hij er iets mee kon doen. Smokey Robinson accepteerde dit. Hij vond de track veel weg hebben van circusmuziek en besloot dit te gaan verwerken in de tekst van "The Tears of a Clown". Deze gaat erover dat hij, net zoals de clown in de opera Pagliacci, de schijn ophoudt door te lachen, terwijl eigenlijk het huilen nader tot hem staat. Al eerder had Robinson bij het schrijven van een nummer de verwijzing naar Pagliacci gebruikt. Zo kwam de zin "just like Pagliacci did/I'll try to keep my sadness hid" letterlijk voor in zowel "The Tears of a Clown" als in het door hem voor Carolyn Crawford geschreven "My Smile Is Just a Frown (Turned Upside Down)". Ook de boodschap van het eerder door The Miracles uitgebrachte "The Tracks of My Tears" is verwant aan die van "The Tears of a Clown".

### B-kanten
"The Tears of a Clown" heeft verschillende B-kanten gehad. In eerste instantie werd het nummer uitgebracht met een alternatieve versie van "The Love I Saw In You Was Just a Mirage" als B-kant. Al snel werd deze single vervangen door als B-kant het nummer "Promise Me" te gebruiken. In onder andere Nederland is het nummer echter ook op single uitgebracht met een andere grote hit van Smokey Robinson & The Miracles als B-kant, "I Second That Emotion". Door het grote succes van "The Tears of a Clown" werd overigens ook het album "Make It Happen" opnieuw uitgebracht. Deze keer verscheen het echter, vernoemd naar de single, onder de naam "The Tears of a Clown". Ook verscheen het nummer in kwestie op het daaropvolgende album, "One Dozen Roses" genaamd.

## Covers
Zoals veel nummers van Smokey Robinson & The Miracles werd ook "The Tears of a Clown" gecoverd door andere artiesten. Onder andere door;
- The Beat; als debuutsingle op het door 2 Tone/Chrysalis.
- Caligula
- Phish
- Latoya Jackson; op het album "Stop! In the Name of Love". Dit was een album met allemaal Motowncovers, waaronder ook "Baby I Need Your Loving" en "Someday We'll Be Together".
- Phil Collins; eveneens op een album met Motowncovers; "Going Back" uit 2010.

## Bezetting
- Leadzang: Smokey Robinson
- Achtergrondzang: Claudette Robinson, Warren "Pete" Moore, Ronnie White en Bobby Rogers
- Instrumentatie: The Funk Brothers
- Schrijvers: Stevie Wonder, Hank Cosby en Smokey Robinson
- Productie: Hank Cosby en Smokey Robinson

## NPO Radio 2 Top 2000
| Nummer met noteringen in de NPO Radio 2 Top 2000 | '99  | '00 | '01  | '02 | '03  |
| ------------------------------------------------ | ---- | --- | ---- | --- | ---- |
| The Tears of a Clown                             | 1501 | -   | 1929 | -   | 1618 |

1. ↑  Een '-' betekent dat het nummer niet was genoteerd en een vetgedrukt getal geeft de hoogste notering aan.
2. ↑  Deze tabel is bijgewerkt tot en met de laatste editie (2024).